# لوئیس کارول
چارلز لاتویج دادسون (به انگلیسی: Charles Lutwidge Dodgson) با نام مستعار لویی کارل (زاده ۲۷ ژانویهٔ ۱۸۳۲ در دیرزبری – درگذشته ۱۴ ژانویهٔ ۱۸۹۸ در گیلدفورد) استاد ریاضیات کالج کرایست‌چرچ دانشگاه آکسفورد، کشیش، عکاس و نویسندهٔ انگلیسی بود.
 او جزو بزرگترین نویسندگان ادبیات کودک جهان به‌شمار می‌رود.

## زندگی
چارلز لاتویج دادسون با نام مستعار لوئیس کارول (لویس کارول) در ۲۷ ژانویهٔ ۱۸۳۲ زاده شد.
او استاد ریاضیات کالج کرایست‌چرچ در دانشگاه آکسفورد، فرزند خانواده‌ای ثروتمند از طبقات بالای جامعه و افراد بانفوذ شمال انگلستان، دارای رگهٔ ایرلندی و وابسته به دو طبقهٔ اصیل نظامی و مذهبی بود. وی تدریس در آکسفورد را از ۱۸۵۵ آغاز کرد و تا ۲۶ سال بعد ادامه داد. کارول به دلیل تب در دوران کودکی، از یک گوش ناشنوا و در همان دوران، دچار لکنت زبان نیز شد.

## زندگی ادبی
کارول در ردیف خیال‌پردازی‌نویسان مهم دورهٔ ویکتوریا قرار دارد. آلیس در سرزمین عجایب (۱۸۶۵) و آن‌سوی آینه (۱۸۷۲) از مهم‌ترین آثار او هستند که همچون دیگر آثار ادبی او با نام مستعار «لوئیس کارول» منتشر شدند.
هر دو کتاب، سفر آلیس، قهرمان دختر داستان را شرح می‌دهند و ماجراهایی را بیان می‌کنند که به صورت نمادین سیر تحول ذهنی او را در مسیر زندگی نشان می‌دهد. گونهٔ این داستان‌ها، خیال‌پردازی است و در بستری رشد می‌کند که فراواقعیت‌ها پایه‌های طرح را تشکیل داده و لحظاتی از زندگی نویسنده را به تصویر می‌کشند.
مهارت او در بازی با کلمات، منطق و خیال‌پردازی خوانندگان را، از کودکان گرفته تا برگزیدگان ادبی، مجذوب خود کرده‌است و فراتر از آن، آثار وی عمیقاً در فرهنگ امروزی جای گرفته و بسیاری از هنرمندان را تحت تأثیر قرار داده‌است.

## درگذشت
وی در ۱۴ ژانویهٔ ۱۸۹۸ میلادی، در شصت‌وشش سالگی، بر اثر ذات‌الریهٔ شدید در گیلدفورد در جنوب شرقی انگلستان درگذشت و در گورستان مونت سمتری در گیلدفورد به خاک سپرده شد.